# Sweet Savage
Sweet Savage est un groupe de heavy metal britannique, originaire de Belfast, en Irlande du Nord. Vivian Campbell commence sa carrière de guitariste dans ce groupe à l’âge de seize ans. Depuis 1979, Sweet Savage a sorti quatre albums studio, trois singles et une démo.
Bien qu’étant considéré comme l’un des pionniers de la New wave of British heavy metal, aux côtés de groupes tels qu'Iron Maiden, Saxon, Motörhead ou Def Leppard, et l’une des principales influences de groupes comme Metallica, le succès commercial n'est pas au rendez-vous, et la séparation intervient en 1982.
Le groupe se reforme en 1984 avec de nouveaux membres, mais ne dura pas. Une nouvelle reformation se passe dans les années 1990 à la suite de la reprise du morceau Killing Time par Metallica pour leur single The Unforgiven.

## Biographie

### Débuts (1979-1983)
Sweet Savage débute avec Trev Fleming et Vivian Campbell comme guitaristes, David Bates à la batterie et Ray Haller à la basse et au chant. Le groupe assure la première partie de Thin Lizzy lors de leur tournée Renegade Tour, et fait d'autres premières parties pour Ozzy Osbourne, Wishbone Ash ou Motörhead.
En 1981, le groupe signe chez Park Records, et publie son premier single, Take No Prisoners, limité à 1000 exemplaires, lequel inclut le morceau Killing time. Une démon auto-produite intitulée Demo 81 est sortie à cette époque et contient quatre titres enregistrés à la BBC : Eyes Of The Storm, Into The Night, Queen's Vengeance et Killing Time. Repéré par Jimmy Bain, Vivan Campbell quitte le groupe début 1983 pour rejoindre Dio.

### Reformation (1984-1985)
Après une séparation d’une année, Sweet Savage se reforme sans Campbell et Fleming, remplacés par Ian « Speedo » Wilson et Simon McBride aux guitares. Un nouveau chanteur est également recruté, Robert Casserly, qui remplace Ray Haller au chant. Un second single est sorti avec cette formation, Straight Through The Heart, ainsi qu’un troisième en 1985, The Raid. Le groupe se sépare une seconde fois peu après.

### Albums (1996-1998)
Bien plus tard, dans les années 1990, sort le single The Unforgiven de Metallica qui comporte une reprise de Killing Time. Sweet Savage suscite l’intérêt et se reforme malgré l’absence de Robert Casserly, fort de cette popularité nouvelle. Le premier album solo du groupe sort en 1996 après signature chez Neats Record : Killing Time. Cet album contient des versions retravaillées et réenregistrées des morceaux des débuts du groupe.
Deux ans plus tard, en 1998, le groupe sort un second album avec des morceaux totalement nouveaux : Rune. Une troisième séparation suivra peu de temps après, chaque membre souhaitant suivre une orientation musicale différente.

### Renouveau (depuis 2008)
Le 23 avril 2008 marque le retour de Sweet Savage sur scène en soutien à Saxon, puis David Bates quitte à son tour le groupe, qui est remplacé par Jules Watson. Début août, le groupe part en Allemagne pour jouer au Headbangers Open Air et au festival Wacken Open Air. Plus tard ce même mois, Sweet Savage fait la première partie de Metallica et Tenacious D à Dublin, le 20 août 2008, durant laquelle James Hetfield vient sur scène chanter Killing Time en compagnie du groupe. Le 1er septembre 2009, c’est Ray Haller qui rejoint Metallica sur scène au même endroit pour chanter le même morceau. En juin 2008, les labels Maniacal Records et High Roller Records annonce un vinyle commun pour 2008 intitulé Eye of the Storm - The Early Years, qui ne sera jamais publié.
La formation Haller, Wilson, Fleming et Watson est citée comme la version la stable du groupe par les professionnels de l’industrie musicale, et le chanteur Ray Haller explique : « Tout cet intérêt tardif vient de nulle part, c’est phénoménal comme le groupe est reçu. Nous avons joué en Allemagne pour la première fois récemment, et nous avons été surpris d’entendre les jeunes chanter nos chansons, nous n’avions réellement pas idée que nous étions si populaires[réf. nécessaire]. »
En 2009, Sweet Savage est confirmé pour assurer la tournée de Saxon avec Doro. Le troisième album du groupe est également enregistré, Warbirds, chez SPV Records. Il contient une apparition de Vivian Campbell pour une reprise de la chanson Whiskey in the Jar de Thin Lizzy. Ray Haller annonce lors d’une première partie pour Motörhead que l’album sera finalement dans les bacs pour le printemps 2010 et non 2009 comme prévu à l’origine, annonce confirmé sur leur site officiel. Le concert est enregistré en prévision de la sortie d’un DVD. Le groupe publie un nouvel album, Regenerator, en 2011. Ils sortent la vidéo de la chanson Regenerator en 2014.

## Discographie

### Albums studio
- 1996 : Killing Time
- 1998 : Rune
- 2000 : Warbird
- 2011 : Regeneration
- 2025 : Bang

### Singles
- 1981 : Take No Prisoners
- 1984 : Straight Through the Heart
- 1985 : The Raid

### Démos
- 1981 : BBC Session

### Apparitions/compilations
- 1981 : The Friday Rock Show - Eyes of the Storm
- 1982 : Now In Session - Lady of the Night
- 1990 : NWOBHM '79 Revisited - Eye of the Storm
- 2005 : Lightnin' To The Nations: 25th Anniversary of NWOBHM - Killing Time
- 2006 : Full Metal Garage: The Songs That Drove Metallica - Killing Time

## Membres

### Membres actuels
- Ray Haller - chant, basse (depuis 1979)
- Trev Fleming - guitare (1979-1983, 1996, depuis 2008)
- Ian « Speedo » Wilson - guitare (depuis 1984)
- Jules Watson - batterie (depuis 2008)

### Anciens membres
- Vivian Campbell - guitare (1979-1983)
- Simon McBride - guitare (1984-1998)
- Robert Casserly - chant (1984)
- David Bates - batterie (1979-2008)